# Pierre-Jean de Béranger
Pour les articles homonymes, voir Béranger.
Pierre-Jean de Béranger est un chansonnier français, né le 19 août 1780 à Paris et mort le 16 juillet 1857 dans la même ville.
Prolifique, il a remporté un énorme succès à son époque.

## Biographie

### Jeunesse et études

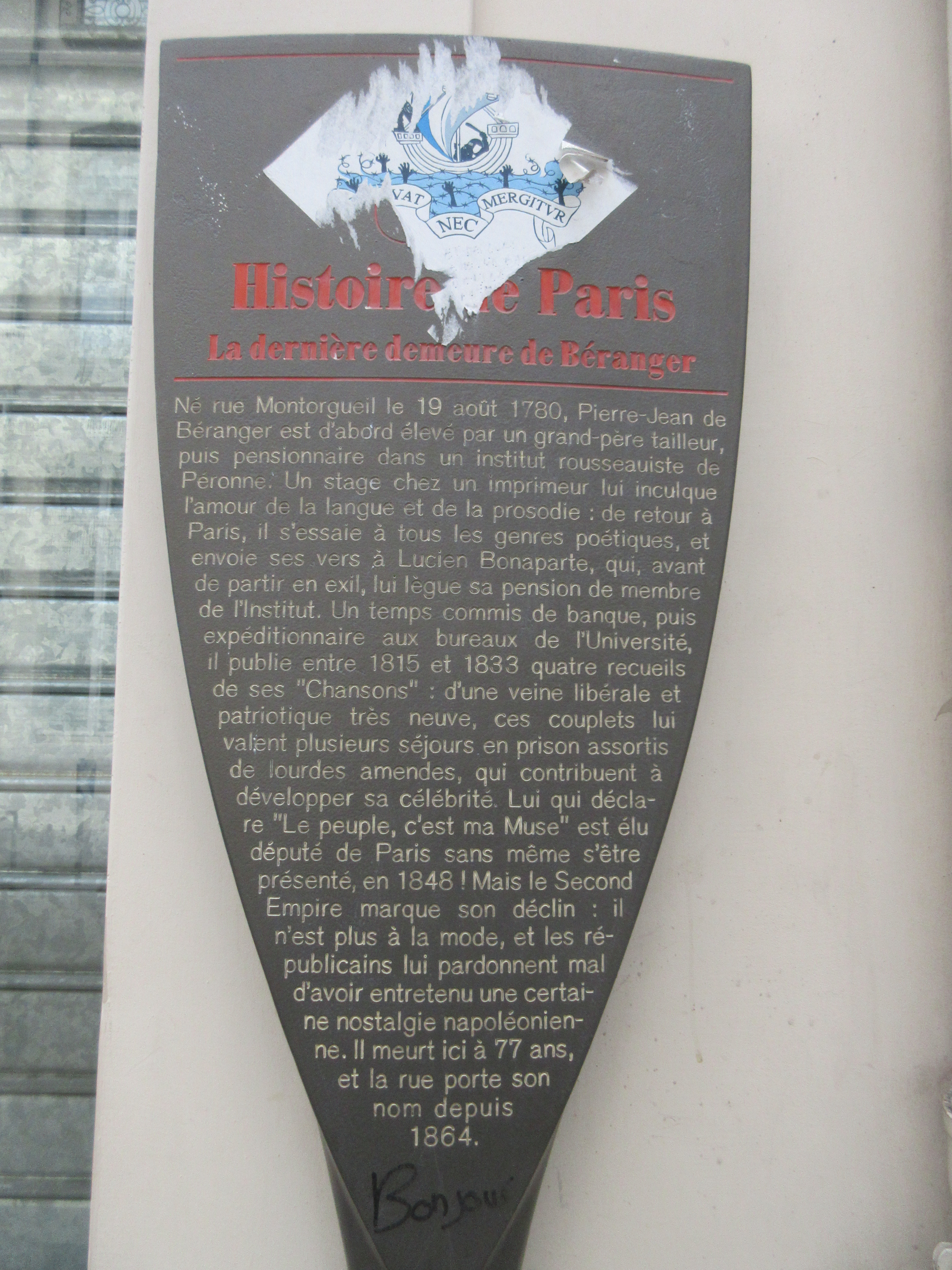
Panneau Histoire de Paris
« La dernière demeure de Béranger ».

Pierre-Jean de Béranger naît le 19 août 1780 rue Montorgueil, dans le 1er arrondissement de Paris, de Jean-François Béranger de Mersix et de Marie-Jeanne Champy. Pâlot et chétif[réf. nécessaire], il n'est envoyé que tardivement à l'école où il ne se sent pas à l'aise. Ses vrais instituteurs et éducateurs sont les grands-parents Champy. On le conduit parfois chez sa mère qui, aimant le théâtre, les bals et les parties de campagne, l'emmène avec elle.
Au début de 1789, après avoir couru les routes, Béranger de Mersix se fixe à Paris et fait entrer son fils comme pensionnaire chez l'abbé Chantereau. Le père de Pierre-Jean est un agent d'affaires, ardent royaliste, qui s'est compromis pendant la Révolution française et a été obligé de se cacher. Il rencontre alors Charles-Simon Favart, fondateur de l'Opéra-Comique. Malgré ses 79 ans, celui-ci porte encore avec orgueil le titre de « chansonnier de l’armée » que lui a donné le maréchal de Saxe. Plus tard, Béranger verra dans cette attirance la marque de sa vocation.

### Une adolescence péronnaise
Las de payer le prix de la pension, son père l'envoie chez sa tante qui tient une auberge à Péronne. L'état de garçon d'auberge ne lui convient pas et il passe chez un notaire devenu juge de paix. Savant, disciple fervent de Rousseau et passionnément éducateur, M. Ballue de Bellenglise recrute les gamins de Péronne qu'il endoctrine dans une école primaire gratuite l'Institut patriotique. Il travaille à faire de cette jeunesse des citoyens utiles à la patrie. Après la rhétorique « rousseauiste » et révolutionnaire, les recrues entonnent des chants républicains. Jamais Pierre-Jean n'a senti aussi profondément la puissance de la chanson. Il y puise quelques instructions, mais sans s'initier aux langues anciennes. Pour compléter son éducation, il entre à 14 ans comme apprenti chez l'imprimeur Laisney où il parvient à s'initier à la poésie. La nostalgie de son séjour à Péronne inspirera à Béranger Souvenirs d’enfance.

### Débuts dans la carrière littéraire
De retour à Paris en 1795, Pierre-Jean, pour être commis chez son père, qui fait alors de la banque, fait immédiatement l'apprentissage de prêteur sur gages. Son père se repose sur lui pour faire prospérer ses affaires alors qu'il prépare le retour du roi, mais la maison fait faillite. Avec les débris de sa fortune, il achète un cabinet de lecture. Pierre-Jean trouve une mansarde au sixième étage. Il passe des heures au cabinet de lecture et, revenant à sa vocation antérieure, aligne des rimes, glorifie de son mieux l'amour, les femmes, le vin, tente la satire… Il se livre à la poésie, s'essayant successivement dans l'épopée, l'idylle, le dithyrambe, la comédie, et ne s'attache qu'assez tard au genre qui l'immortalise. Le soir, il remonte dans sa mansarde, qu'il décrit dans Le Grenier.
Après avoir lu Léonard et Gessner, il tâche de composer des idylles et en réussit une, Glycère, qui paraît dans « Les Saisons du Parnasse ». Après, c'est le grand poème qui l'attire et il esquisse un Clovis, puis c'est la comédie satirique. Son goût n'est pas encore très sûr et les modèles lui manquent. Dans les appartements du docteur Mellet à Montmartre, une académie de chanson se fonde où Pierre-Jean, suivant la veine du XVIIIe siècle, développe ses dons et essaie sa muse. Son ami Wilhem adapte ses airs (comme Les Adieux de Marie Stuart) sur ses romances dolentes.
Courant Paris à la recherche d'un « protecteur », il s'adresse en 1804 à Lucien Bonaparte. Il joint à sa lettre quelque cinq cents vers, dont Le Déluge. Bonaparte lui donne procuration pour toucher son traitement de membre de l'Institut. En 1809, sur les recommandations d'Arnault, il est attaché comme expéditionnaire aux bureaux de l'Université. Tout en s'acquittant de sa besogne de copiste, il fait de joyeuses et piquantes chansons. Au début des années 1810, il est déjà connu à Péronne. On l'appelle pour présider des banquets et égayer le dessert par ses chansons. Il retrouve une veine gaillarde, libre des fadeurs de la mode, ainsi la chanson Les Gueux », inspirée d'un refrain bohème du XVIIe siècle.

### Du Caveau au peuple

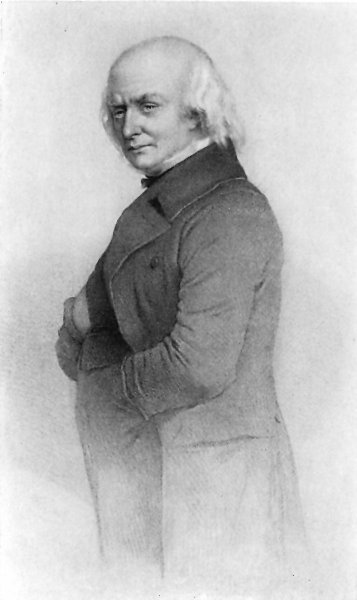
Béranger.

En 1806, l'ancien Caveau ressuscite sous le nom de Caveau moderne. La Clé du Caveau est publiée chaque année. Ce recueil de chansons et d'airs permet à Béranger (entré au Caveau moderne fin 1813), Désaugiers et leurs amis de faire connaître leurs chansons au peuple, mais des copies circulent déjà, et Béranger est connu pour Le Sénateur, Le Petit Homme gris et surtout Le Roi d'Yvetot. En novembre 1815, Béranger hasarde la publication de quelques airs : Les Chansons morales et autres. Le succès lui donne de l'assurance et il prend position dans le libéralisme.
Après le retour du roi Louis XVIII en 1815, Béranger exploite les thèmes du respect de la liberté, de la haine de l'Ancien Régime, de la suprématie cléricale, du souvenir des gloires passées et de l'espoir d'une revanche. Alors que la presse n'est point libre, il renouvelle la chanson dont il fait une arme politique, un instrument de propagande : il attaque la Restauration et célèbre les gloires de la République et de l'Empire. C'est le temps de La Cocarde blanche et du Marquis de Carabas. Béranger apporte la poésie dont ont besoin ceux qui ont déserté la cause royale. Le cercle de ses amitiés s'élargit et on le voit dans de nombreux salons. Il accepte de collaborer à la Minerve avec Étienne de Jouy, Charles-Guillaume Étienne et Benjamin Constant.
En 1820, Le Vieux Drapeau est clandestinement répandu dans les casernes. Béranger devient la voix du peuple ou « l’homme-nation » comme le dira Lamartine. Son œuvre de poète pamphlétaire est déjà considérable : il a attaqué les magistrats dans Le Juge de Charenton, les députés dans Le Ventru, les prêtres et les jésuites partout. Ses chansons paraissent en deux volumes le 25 octobre 1821. En huit jours, les dix mille exemplaires sont vendus et l'imprimeur Firmin Didot prépare une nouvelle édition.

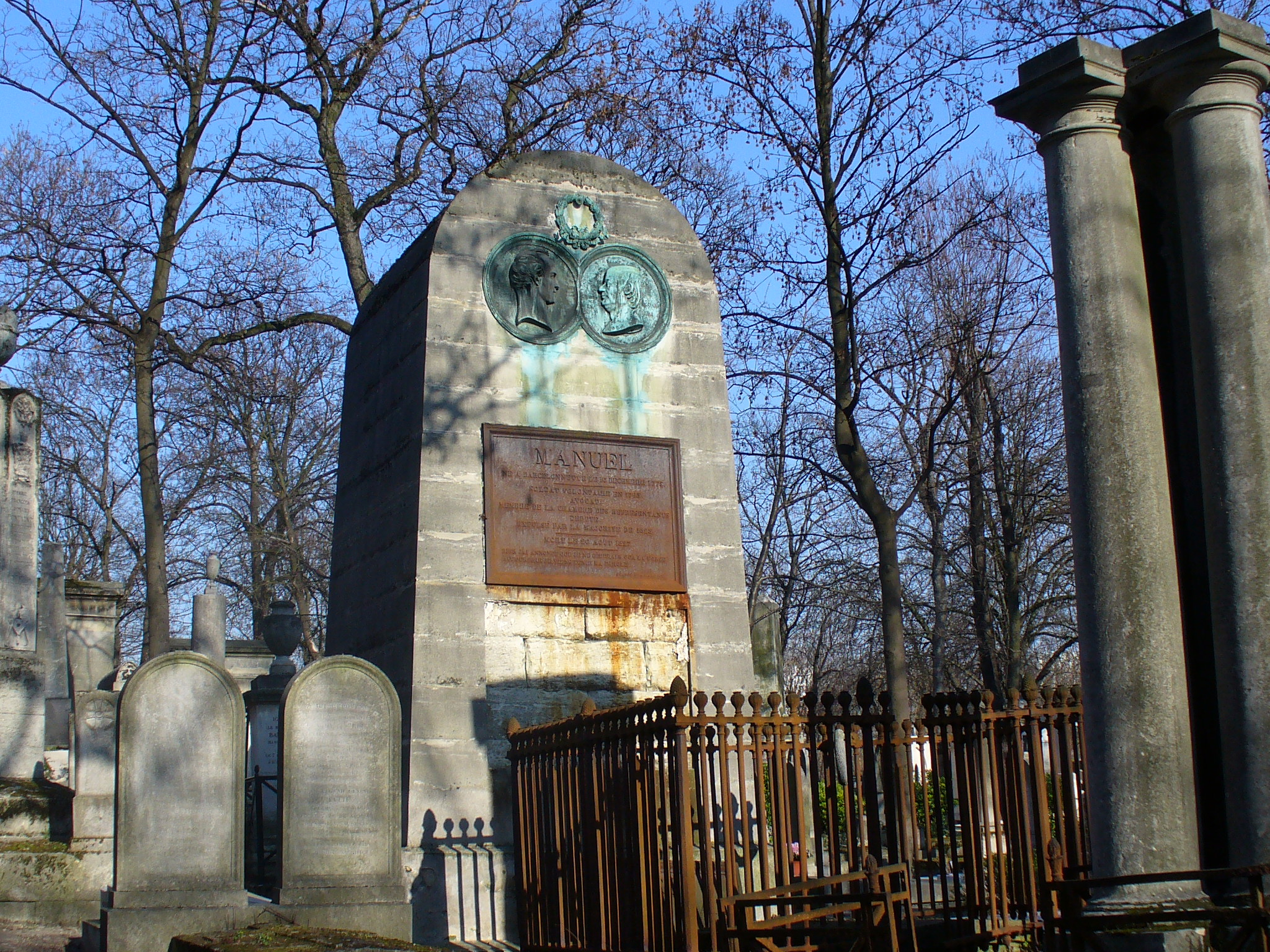
Tombe de Béranger, enterré avec son ami Manuel, au cimetière du Père-Lachaise (division 28).

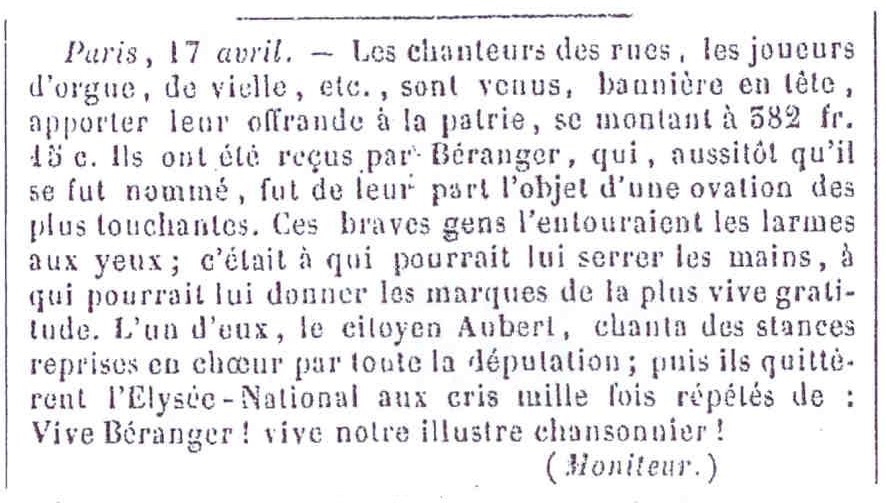
Le Moniteur, 17 avril 1848.

En 1821, il est privé de son modeste emploi. Au début de décembre de la même année, poursuivi et condamné à trois mois de prison et 500 francs d'amende, il est incarcéré à cause de ses pamphlets à la prison Sainte-Pélagie, où il occupe la cellule quittée quelques jours plus tôt par le pamphlétaire Paul-Louis Courier.
En 1828, il est condamné à nouveau pour ses pamphlets, mais cette fois à neuf mois de prison et 10 000 francs d'amende. Le compte-rendu complet de ces procès a été publié en annexe du tome III de ses œuvres complètes. Ces condamnations ne font que rendre son nom plus populaire ; l'amende est acquittée par souscription. C'est à cette époque que le peintre Ary Scheffer, un de ses sympathisants, réalise son portrait et que le sculpteur David d'Angers grave son profil en médaillon (même collection). Après la révolution de 1830, il traite surtout des sujets philosophiques et humanitaires. Protégeant son indépendance, il ne veut accepter aucun emploi de la monarchie de Juillet. Ce refus s'exprime dans la chanson A mes amis devenus ministres : « Non, mes amis, non je ne veux rien être ; / Semez ailleurs places, titres et croix. / Non, pour les cours Dieu ne m’a point fait naître ; / Oiseau craintif, je fuis la glu des rois !»

### Dernières années
Fatigué et souffrant, il se retire en juin 1830 à Bagneux, dans un petit pavillon dont il donne la description suivante, dans une lettre à une amie datée du 23 juin :

« J'ai loué à Bagneux un petit pavillon pour 150 francs, pour toute la saison. Le prix vous donne une idée de la beauté de ce local et le 20 juillet, de préciser : Je me trouve à merveille dans le chenil que j'ai loué à Bagneux : cuisine au rez-de-chaussée ; chambre à coucher, servant de salon, de salle à manger et de cabinet de travail, au premier ; chambre de domestique au second ; enfin un appartement complet dans un pavillon isolé… Cette maison aujourd'hui disparue était située dans l'actuelle rue Pablo-Neruda, en face de la Maison des Marronniers »

En 1848, il fait partie, à l'Élysée, de la commission des secours, dignité non lucrative, mais qui convient à son cœur. À cette occasion, il reçoit l'hommage de 800 chanteurs, musiciens et mendiants des rues. Ils sont conduits par son ami Aubert, syndic et doyen des chanteurs des rues de Paris.
La même année, élu député de la Seine par 204 271 voix sur 267 888 votants, il se rend à l'Assemblée nationale constituante mais constate la scission entre le Paris révolutionnaire et les députés des départements. Il présente alors sa démission, refusée dans un premier temps par l'Assemblée ; il doit renouveler sa demande pour que sa démission soit finalement acceptée le 15 mai.
Jusqu'en 1850, il habite 4 rue des Moulins (actuelle rue Scheffer, dans le 16e arrondissement de Paris), déménageant ensuite avenue Sainte-Marie (actuelle avenue Hoche , dans le 8e arrondissement).
Il meurt pauvre : le gouvernement impérial fait les frais de ses funérailles. Le fauteuil où est mort Béranger fait partie des collections du musée Carnavalet, où il est exposé. Sa tombe se trouve au cimetière de l'Est parisien du Père-Lachaise 28e division.
Ses amis sont nombreux à ses obsèques. Louise Colet raconte :

« Nous nous sommes tous retrouvés là, nous qui l'aimions et lui étions une famille intellectuelle : Thiers, Villemain, Mignet, Cousin, Mérimée, Alfred de Vigny, Saint-Marc Girardin, Cormenin, Reybaud, le baron Larrey, Antony Deschamps, Auguste Barbier, Jules Janin, Louis Jourdan, Arsène Houssaye, Achille Jubinal, Champfleury, Lanfrey, etc., etc. – Quelques-uns des plus chers manquaient, mais leur douleur était présente ; ils assistaient en esprit à cette heure des derniers adieux : M. Lebrun était grièvement malade de chagrin ; Lamartine, parti pour Saint-Point avant que la maladie de son ami eût atteint un caractère de danger, lui écrivait encore, il y a trois jours, une lettre touchante où il lui disait: « Nous nous reverrons ! » Cet espoir n'est plus hélas! qu'un pressentiment de l'immortalité de l'âme. – Scheffer, le peintre et l'ami du poète mort et Henri Martin, l'un de ses fidèles, était en voyage.
Quand, à travers les ronces et les orties qui enlacent aux grilles des sépultures, j'ai pu arriver jusqu'à l'entrée du monument de Manuel, tout était fini : on y poussait la bière d'ébène. Je me suis éloignée précipitamment, courbant la tête et recherchant l'image de Béranger, non plus parmi ces pierres, aux inscriptions sans nombre, mais dans mon souvenir.
Oublions la poussière de ceux qui ont été, mais gardons précieusement leur esprit. »

## Œuvre

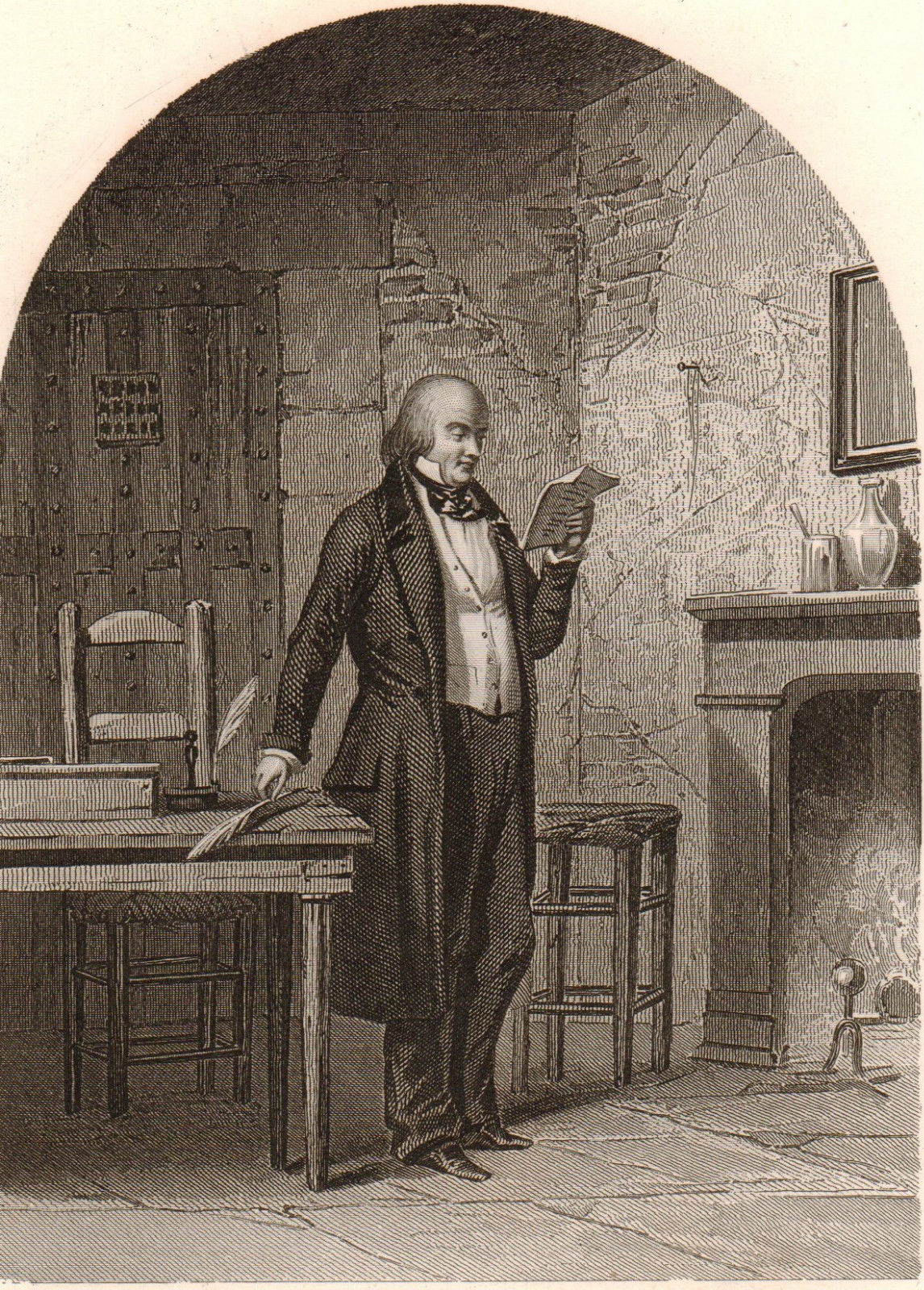
François Audibran, « Béranger en prison à La Force » (1845)

### Un auteur prolifique
Après avoir débuté par des chansons bachiques et licencieuses qui l'auraient laissé confondu dans la foule, il sut se créer un genre à part : il éleva la chanson à la hauteur de l'ode. Dans les pièces où il traite de sujets patriotiques ou philosophiques, il sait le plus souvent unir à la noblesse des sentiments, l'harmonie du rythme, la hardiesse des figures, la vivacité et l'intérêt du drame[non neutre].
On peut citer :
- La Sainte Alliance des peuples ;
- Le Vieux Drapeau ;
- Le Vieux Sergent ;
- Les Enfants de la France ;
- L’Orage ;
- Le Cinq Mai ;
- Les Souvenirs du Peuple ;
- Le Champ d’Asile ;
- Les Adieux à la gloire ;
- Le Dieu des bonnes gens ;
- Le Bon Vieillard ;
- Les Hirondelles ;
- Les Quatre Âges ;
- Le Déluge;
- Le Pape musulman.

Béranger a publié son premier recueil en 1815 sous le titre ironique de Chansons morales et autres ; il en publia trois nouveaux en 1821, 1825 et 1833. Ce dernier qui paraît sous le titre de Chansons nouvelles et dernières, est dédié à Lucien Bonaparte, pour lequel il a conservé une vive reconnaissance.
Il a laissé une centaine de chansons inédites, qui forment une sorte de romancero napoléonien, son autobiographie et une Correspondance.

### Béranger et les goguettes

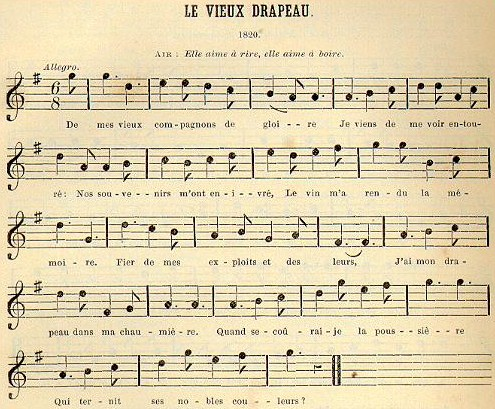

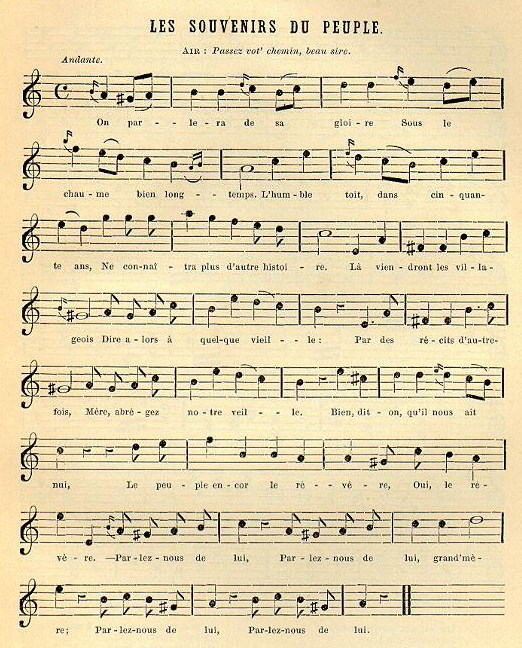
Deux chansons de Béranger.

En avril 1820, Béranger écrit, sur l'air de À la façon de barbari, une chanson satirique en défense des goguettes : La Faridondaine ou La Conspiration des chansons, Introduction ajoutée à la circulaire de M. le Préfet de police concernant les réunions chantantes appelées goguettes.
Comme le rapporte Savinien Lapointe, Béranger, adoré des goguettiers, a évité de fréquenter les goguettes et n'a participé que très peu de fois aux réunions du Caveau : 

« Ce qui m'a souvent frappé dans les différentes appréciations que j'ai entendu faire de Béranger, c'est de voir combien on le connaissait peu, combien peu le devinait. À entendre parler une foule de gens, qui prenaient ses gaités à la lettre, Béranger était un ivrogne, un débauché, coureur de mauvais lieux. Ici, n'est-ce pas le préjugé attaché à la chanson, qui poursuit le chansonnier ? J'ai été non moins surpris de voir quel être chimérique on mettait à la place de l'original. De là, sans doute, ces histoires, ou plutôt ces contes, dans lesquels on nous le montre courant les barrières et les cabarets, en compagnie de gens, que son cœur n'aurait pas dédaignés sans doute, mais avec qui, en fin de compte, il aurait pu s'étonner de se rencontrer.
Béranger n'a fréquenté ni les barrières, ni les cabarets, ni même les goguettes. […] L'ami des Manuel, des Benjamin Constant, des Dupont (de l'Eure), des Laffitte, des Chateaubriand, se serait trouvé mal à l'aise au milieu de braves gens qui n'ont d'autre prétention que celle de chanter pour chanter. Il a fait partie de l'ancien Caveau, il est vrai, mais il n'y est guère allé que deux ou trois fois, à la sollicitation de l'Ermite de la Chaussée d'Antin, qui voulait lui faire connaître Désaugiers, avec qui il ne tarda pas à se lier, et qu'il avait en grande estime comme chansonnier. Désaugiers alors présidait le Caveau.
L'anecdote suivante va prouver que Béranger n'était nullement connu des goguettiers. Il y avait une goguette, en ces temps-là, qui affectionnait le chansonnier d'une affection particulière. Un jour Émile Debraux, pris de vin et de jalousie, éclate contre Béranger en propos inconvenants. Il est rappelé à l'ordre par ses amis même. Debraux continue ; il est décidé qu'il ne sera pas reçu dorénavant parmi eux, en punition de ses injures. Un soir, il se présente ; on lui refuse l'entrée. Il insiste ; on le repousse. Il dit alors qu'il a fait la paix avec Béranger ; on n'en veut rien croire. « La preuve, dit-il, c'est que je vous l'amènerai lundi prochain. » Une pareille proposition devait enchanter nos chers goguettes. Ils acceptèrent de recevoir Debraux à cette condition. Le lundi suivant, Debraux se présente avec un de ses amis de la banlieue, qui, enveloppé dans une grande redingote à la propriétaire, coiffé d'un large chapeau, des lunettes vertes sur le nez, est annoncé comme étant Béranger par Émile Debraux. On entoure ce drôle, qui était tout simplement un ancien vétéran. Il boit, chante et se grise. Il est couvert d'applaudissements, car il chantait fort bien. Après la séance, un fiacre emporte l'auteur de cette farce et le Béranger de pacotille.
Cela prouve assez combien mon maître était peu connu personnellement des goguettes.
Béranger a toujours mis une grande prudence dans le choix de ses relations et de son cercle. « Défiez-vous de la basse littérature, me répétait-il souvent, et des littérateurs de profession. » »

Cette opinion de Béranger était d'accord avec celle du peuple. Il se plaisait à raconter les paroles d'un cocher, lors de l'enterrement d'Émile Debraux. « J'étais en retard, disait-il ; je prends un cabriolet pour rejoindre le convoi. — Vous allez à l'enterrement de Debraux, me dit le cocher ; celui-là a galvaudé sa vie, en traînant dans toutes les sociétés bachiques son ivresse et ses chansons. Ce n'était pas là sa place : il faut savoir respecter son habit. — Ce cocher avait un grand bon sens, » ajoutait-il.

### Goguettes nommées en l'honneur de Béranger
Parmi les goguettes d'antan qui faisaient référence dans leur nom à Béranger, il y en a eu au moins cinq en région parisienne : Le Cercle Béranger, les Amis de Béranger, les Disciples de Béranger, la Lisette de Béranger et la Société lyrique des amis de la lyre de l'Immortel Béranger au Chesnay. On trouve aussi à Lille la Société des Fils de Béranger.

## Hommages et postérité

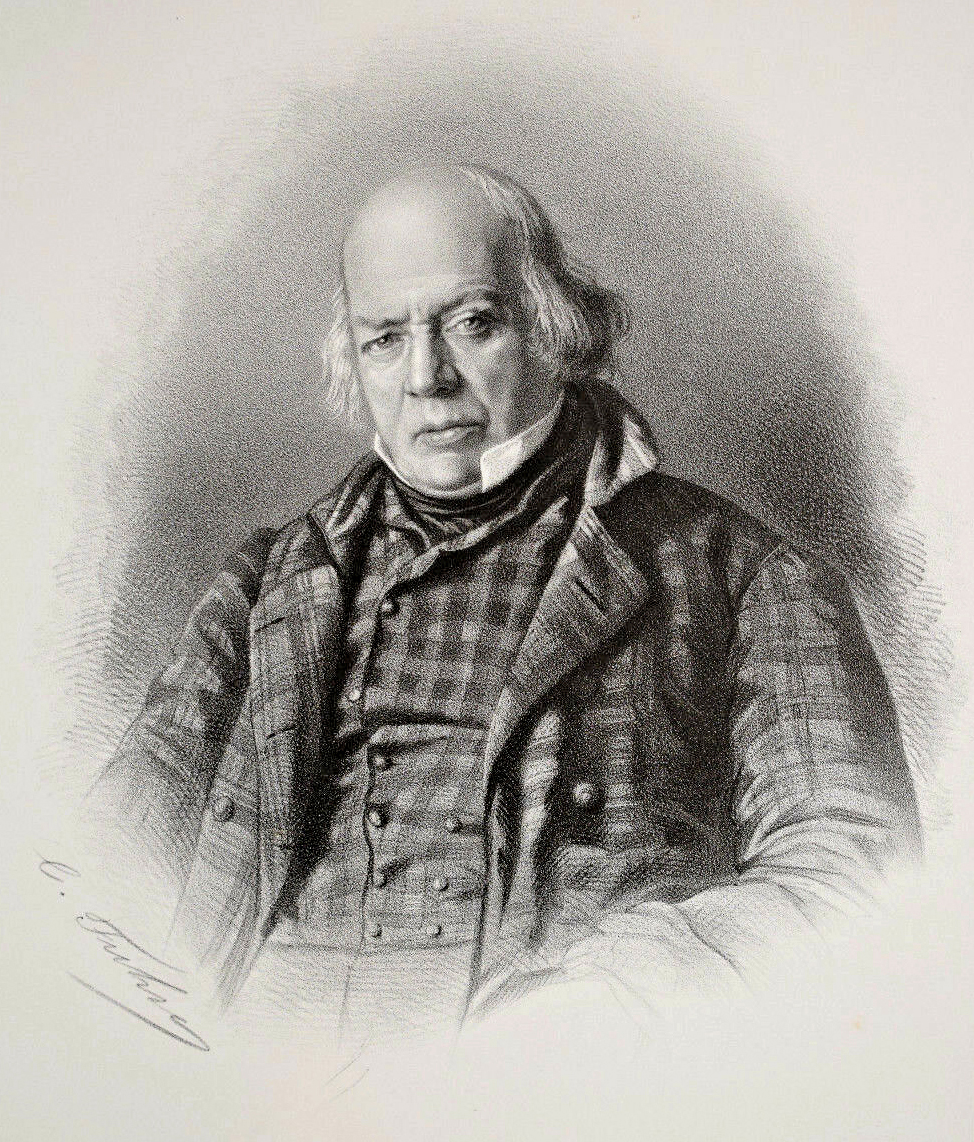
Portrait gravé de Béranger (1865).

Béranger est adoré par les chanteurs et musiciens des rues de Paris qui lui rendent hommage au nombre de 800 en 1848. Il est l'ami de leur doyen et syndic Aubert.
Paul Jarry écrit en 1913 :
Béranger se promène dans la rue ; un miséreux lui tend son chapeau et le poète laisse tomber deux sous. Un homme se précipite et dit au pauvre diable :
— Cédez-moi les deux sous que vient de vous donner ce monsieur, et je vous remets à la place une pièce de cinq francs.
— Et pourquoi ? fit l'homme
— Parce que ce « monsieur », c'est Béranger !
— Béranger ! reprit l'autre, en retirant ses deux sous, je les garde !
Béranger a pourtant raconté à Victor Hugo, en 1847, combien sa popularité lui paraissait pesante.

### Béranger et ses contemporains
De très nombreuses et grandes figures du XIXe siècle ont rendu hommage à Béranger de son vivant.
- Chateaubriand : « Sous le simple titre de chansonnier, un homme est devenu un des plus grands poètes que la France ait produits. »[27]
- Béranger est très apprécié aussi d'un grand nombre de médecins et de scientifiques. Il écrit au sujet de son ami le docteur Pierre Bretonneau : « C’est un savant d’une modestie parfaite et d’un désintéressement peu commun dans la capitale. Il est de plus homme d’esprit et de bonté extrême. Vous voyez que si je meurs ici, ce ne sera pas dans les mains d’un barbier de village… »[réf. nécessaire]
- Eugène Sue cite une strophe entière de sa chanson « le Dieu des bonnes gens » dans son roman-feuilleton Le Juif errant (XIIe partie, chapitre 3). Sans le citer, Sue évoque « ce couplet de l’immortel chansonnier ».
- Marceline Desbordes-Valmore lui consacre éponyme un poème dans Les Pleurs.

Victor Hugo fait chanter quelques vers de Béranger à Éponine dans Les Misérables.
Dans ses mémoires, Alexandre Dumas lui rend un hommage admiratif et circonstancié. Il regrette que ses chansons ne se vendent plus qu'à 1 500 exemplaires en 1833 quand il s'en écoulait encore 30000 dans les années 1825-1829. C'est, explique-t-il, que de simple chansonnier, Béranger a accédé au rang de poète pour passer à celui d'un prophète qui annonce la fin des dynasties, mais qu'ainsi « il devenait de plus en plus incompréhensible pour les masses.»
Eugène Delacroix s'exclame : « En littérature, Béranger est-il un moins grand poète pour avoir resserré sa pensée dans les limites étroites de la chanson ?»
La notoriété de Béranger ne se limite pas à la France. En 1859, à Bruxelles existe un journal intitulé Les Pupilles de Béranger. Il connaît un grand succès aussi en Russie grâce notamment aux traductions de Vassili Kourotchkine.

### Rencontre avec Virginie Déjazet
Paul Jarry écrit en 1913 :

« Un soir d'hiver, Béranger, dans son modeste logis de la rue Vineuse, remuait les tisons de son feu, lorsque la porte s'ouvrit. Une femme entra ; — c'était Déjazet, Déjazet qui tant de fois avait chanté les œuvres du chansonnier. « À la vue du bon vieillard assis dans son fauteuil, nous content MM. Séché et Jules Bertaut, l'émotion la gagne. Son visage pâlit, ses jambes semblent se dérober sous elle ; elle s'appuie aux panneaux de la porte, elle cache son visage avec son mouchoir, et des sanglots s'échappent de sa poitrine, elle n'ose faire un pas de plus, elle n'ose entrer.
— Je suis Déjazet, dit-elle enfin, et je viens vous demander la permission de vous embrasser.
Le bon vieillard la prend dans ses bras, la rassure et la fait asseoir au coin du feu. Déjazet écoute le vieux poète, tout en essuyant ses larmes, et prenant confiance à mesure qu'il parle :
— Vous ne venez jamais au théâtre, lui dit-elle, auriez-vous du plaisir à m'entendre ?
—  Pouvez-vous en douter ?
—  Eh ! bien, voulez-vous que je vous chante la Lisette de Béranger, du chansonnier Bérat, ici, pour vous seul ?.
Et sans lui laisser le temps de répondre, elle se met aux genoux du vieillard, prend ses mains dans les siennes, et, de sa voix vibrante, chante de toute son âme :
Enfants, c'est moi qui suis Lisette, 
La Lisette du chansonnier. 
Le poète embrassa Déjazet, et, pour tout compliment, lui montra les larmes qui brillaient dans ses yeux. »

### Carnaval de Paris

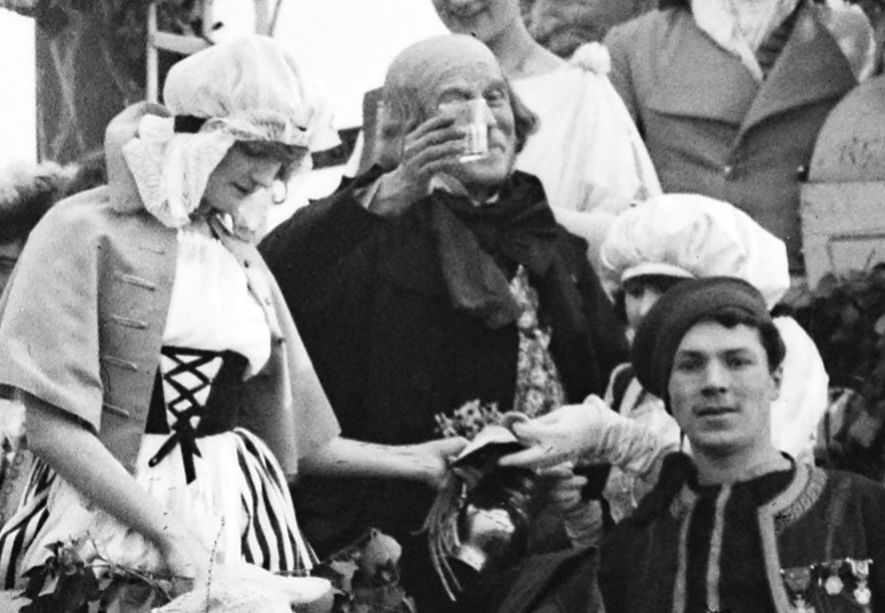
Béranger et la Lisette, sur le char de la Chanson le jeudi de la Mi-Carême 3 mars 1921.

Après l'interruption entraînée par la guerre, le Carnaval de Paris reprend dès 1920. En 1921 figure dans le cortège de la Mi-Carême un char de la Chanson française. Il a été conçu par les étudiants des Beaux-Arts.
Sur celui-ci on voit une effigie de Béranger levant son verre, accompagnée par une jeune fille costumée incarnant la Lisette, célèbre héroïne de ses chansons.
Une photo prise par l'agence Rol a immortalisé le char de la Chanson française.

### Pèlerinage annuel au tombeau de Béranger
Durant plusieurs décennies, un pèlerinage annuel est organisé sur la tombe de Béranger et rassemble de très nombreux participants.
Le Temps du 18 juillet 1879, 22 ans après la mort du chansonnier, se fait l'écho de cet événement annuel qui vient d'arriver :

« Hier, à trois heures et demie, a eu lieu le pèlerinage annuel au tombeau de Béranger.
Le rendez-vous était à trois heures, devant la grande porte du Père-Lachaise. Plus de deux mille personnes, réunies à l'heure précise, ont accompagné les organisateurs au cimetière.
Divers discours, écoutés avec recueillement, ont été prononcés par MM. Édouard Hachin, président d'honneur de la Lice chansonnière ; Henri Lecomte ; Eugène Baillet ; Charles Vincent, président du Caveau ; Alfred Leconte, député de l'Indre, et enfin Engelbauer, parent de Béranger.
L'année prochaine, le 19 août, aura lieu l'inauguration de la statue et le centenaire de Béranger. »

### Béranger dans la culture
Iconographie, sculpture

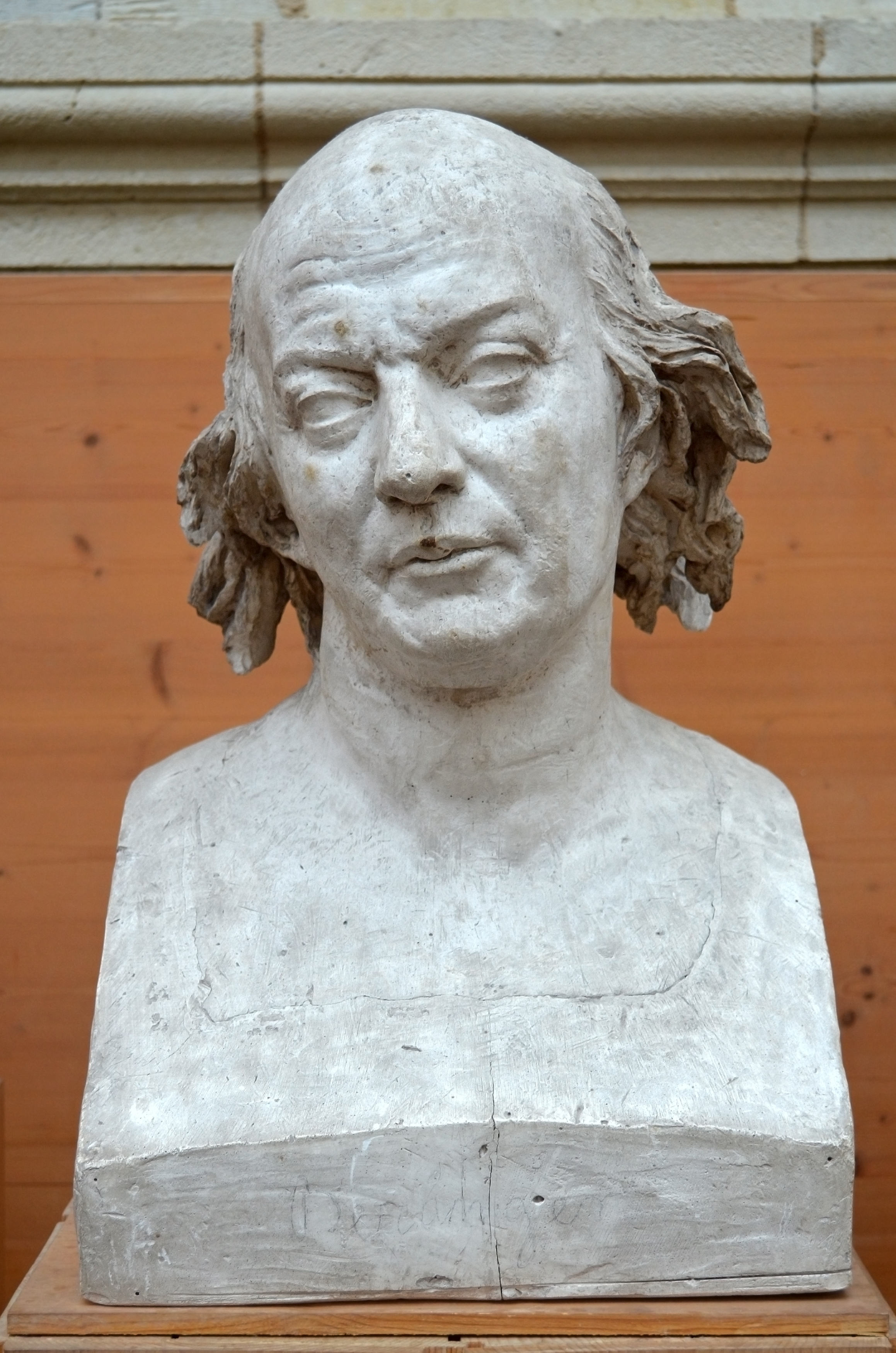
David d'Angers, Buste de Pierre-Jean de Béranger (1829), Angers, galerie David d'Angers.

- Ary Scheffer, Portrait de Béranger, huile sur toile, 1828, Paris, musée de la Vie romantique ;
- David d'Angers, Buste de Pierre-Jean de Béranger, 1829, plâtre, Angers, galerie David d'Angers ;
- David d'Angers, Béranger, médaillon, bronze, 1833, Paris, musée Carnavalet.
- En 1861, le sculpteur français Jean-Joseph Perraud réalise un buste en marbre de Béranger qui se trouve à Paris au musée Carnavalet, Hôtel Le Pelletier de Saint-Fargeau. Le plâtre daté et signé fait partie d'une collection privée.

Musique
- Hector Berlioz, Le Cinq Mai, cantate sur la mort de l'empereur Napoléon pour basse, chœur mixte et orchestre H74, sur un poème de Béranger (1831 - 35)
- Franz Liszt, Le Vieux Vagabond (1848)
- Édouard Lalo, Six romances populaires : La Pauvre Femme, Beaucoup d'amour, Le Suicide, Si j'étais petit oiseau, Les Petits Coups, Le Vieux Vagabond (1849)

Chansons
- André Gaborit lui a consacré un album entier "D'hier à aujourd'hui" en 2011 avec des chansons comme Le Vieux Vagabond, Les Cinq étages ou encore Adieu à des amis .
- Germaine Montero a chanté Béranger : Le Bon Dieu, À mes amis devenus ministres…
- En 1971, le baryton russe Édouard Khil a interprété une dizaine de ses chansons, traduites vers le Russe, sur l'album Песни Беранже (« Chansons de Béranger »).
- Jean-Louis Murat a repris certaines de ses chansons dans l'album 1829, sorti en 2005, et trois autres chansons dans l'album Mockba (« Moscou »).
- Le ténor Hubert Humeau a enregistré huit chansons de Béranger accompagnées au piano-forte en 1982. Reprise de Passy et La Double Ivresse» dans une édition de 1999. Sortie en mars 2007 : Chansons de Béranger 1800 à 1828.

Divers
- Une rose créée en 1867 en l'honneur du poète est nommée la Lisette de Béranger[38].
- Le Hall de la chanson a célébré les 150 ans de sa mort en organisant une rencontre avec des spécialistes et des artistes proposant des entretiens et des chansons filmés au collège Béranger, en décembre 2007[39].
- La rue du 3e arrondissement de Paris où vécut Béranger a pris son nom (rue Béranger), de même qu'un collège et une école primaire s'y trouve.
- Dans le square du Temple voisin, une statue représente le chansonnier. C'est la seconde à son effigie : une première statue en bronze, due à Amédée Doublemard, fut érigée vers 1880 par une souscription organisée par le journal La Chanson et détruite en 1941. Elle a été remplacée en 1953 par la statue actuelle, en pierre, de Henri Lagriffoul[40].

## Publications
- Pierre-Jean de Béranger, Ma biographie, Paris, éditions Perrotin, 1857.
- Œuvres complètes de Béranger, H. Fournier aîné, Paris 1839. [lire en ligne]
- Musique des chansons de Béranger, airs notés anciens et modernes. Dixième édition revue par Frédéric Bérat, augmentée de la musique des chansons posthumes, d'airs composés par Béranger, Halévy, Gounod et Laurent de Rillé…, Perrotin éditeur, Paris 18.., In-8o, 344 pages[41].
- Chansons de P.-J. de Béranger de 1815 à 1834 (contenant les dix chansons publiées en 1847), Perrotin, Paris, 41 rue Fontaine-Molière, 1860.
- Dernières Chansons de Béranger de 1834 à 1851 Perrotin 1860.
- Correspondance de Béranger., recueillie par Paul Boiteau, Perrotin éditeur, Paris 1860, 4 tomes[42].
- Pierre-Jean de Béranger, Les Gaietés, quarante quatre chansons érotiques de ce poète, suivies de chansons politiques et satiriques non recueillies dans ses œuvres prétendues complètes de Béranger, aux dépens de la Compagnie, Amsterdam 1864[43],[44].
- Francis Casedesus, Chansons de Béranger anciennes et posthumes Garnier frères, 1865